# Melanargia escorialensis
Melanargia escorialensis är en fjärilsart som beskrevs av Charles Oberthür 1909. Melanargia escorialensis ingår i släktet Melanargia och familjen praktfjärilar. Inga underarter finns listade i Catalogue of Life.